# Тимофеенков, Терентий Алексеевич
Тимофеенков Терентий Алексеевич — известный тюменский меценат и общественный деятель, купец 2-й гильдии, торговавший солью, орехами, чаем, стеклом.
На его средства в типографии К.Н. Высоцкого были выпущены два издания с карикатурами местного художника М.С. Знаменского «Роман классический, картинный, отменно длинный, длинный, длинный, и сатирический и чинный» и «Моя поездка на кумыс. Клубные сонные грезы» (1875).